# Gillis Mostaert
Gillis Mostaert (Hulst, tussen 27 juni en 28 november 1528 – Antwerpen, 28 december 1598) was een Vlaams schilder, tekenaar en graficus behorend tot de groep Antwerpse maniëristen.

## Leven
Mostaert was een tweelingbroer van Frans Mostaert en een kleinzoon van de Haarlemse schilder Jan Mostaert. Zoals veel 16e-eeuwse Nederlandse schilders vestigde hij zich in Antwerpen, waar hij in 1554-1555 lid werd van het Antwerpse Sint-Lucasgilde. Vanaf 1557 was hij in de leer bij de schilder Jan Mandijn. Als zelfstandig schilder werkte hij onder meer samen met Cornelis van Dalem, Hans Vredeman de Vries, Hendrik van Steenwijck en Jacob Grimmer. In 1563 trouwde hij met Margaretha Baes met wie hij zes kinderen kreeg.

## Werk
Mostaert schilderde genrestukken, landschappen en architectuurstukken. Van Mostaert is echter slechts één gesigneerd en gedateerd werk bekend: het Landschap met Heilige Familie in het Nationalmuseum in Stockholm uit 1573. Zoals veel Antwerpse schilders van zijn generatie is het werk van Mostaert beïnvloed door dat van de schilder Jheronimus Bosch. Zo is zijn Allegorie op de wereldlijke en geestelijke misbruiken waarschijnlijk ontleend aan Bosch’ Hooiwagen-drieluik.

## Galerij

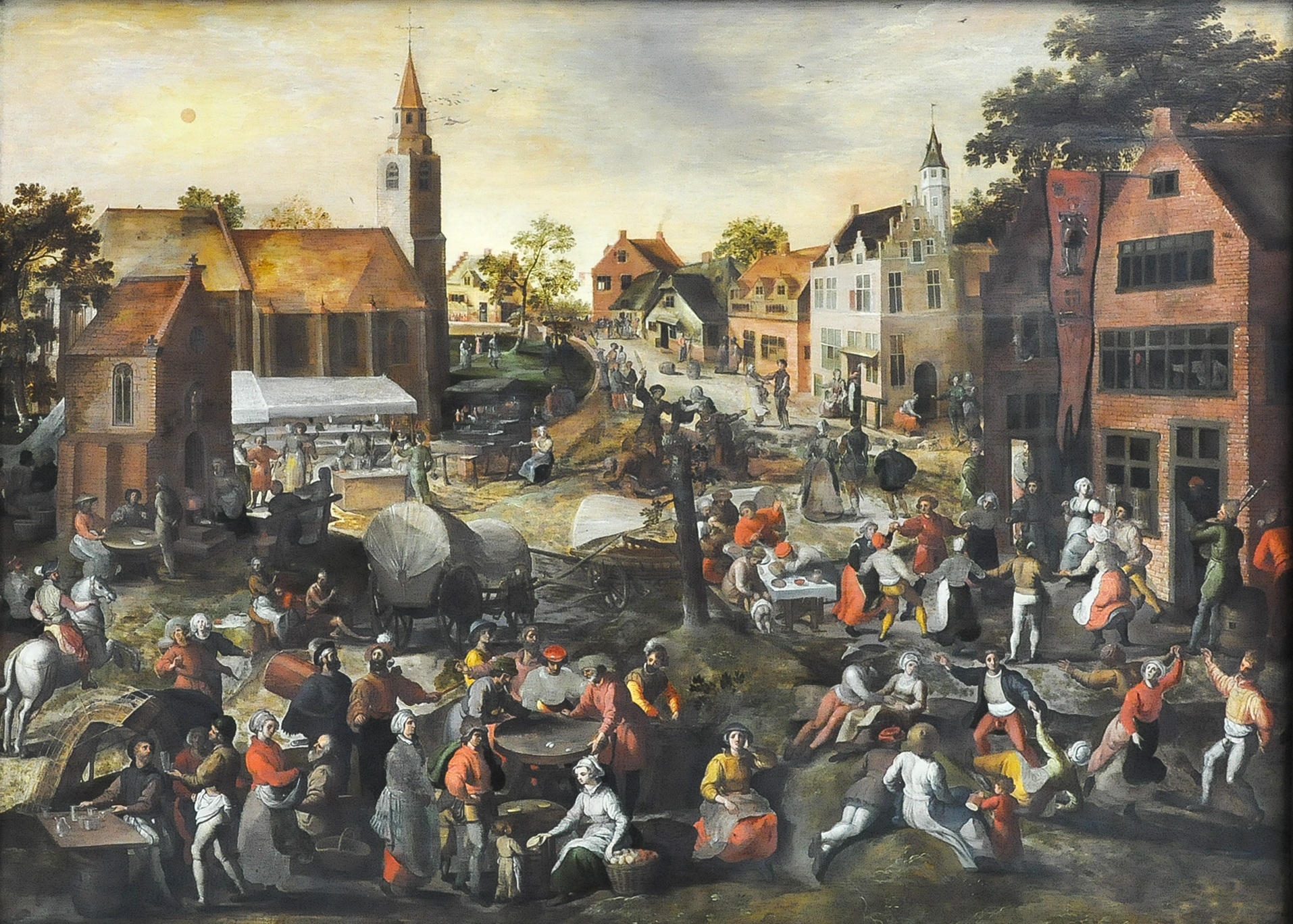
De Sint-Joriskermis, Museum voor Schone Kunsten (Gent)
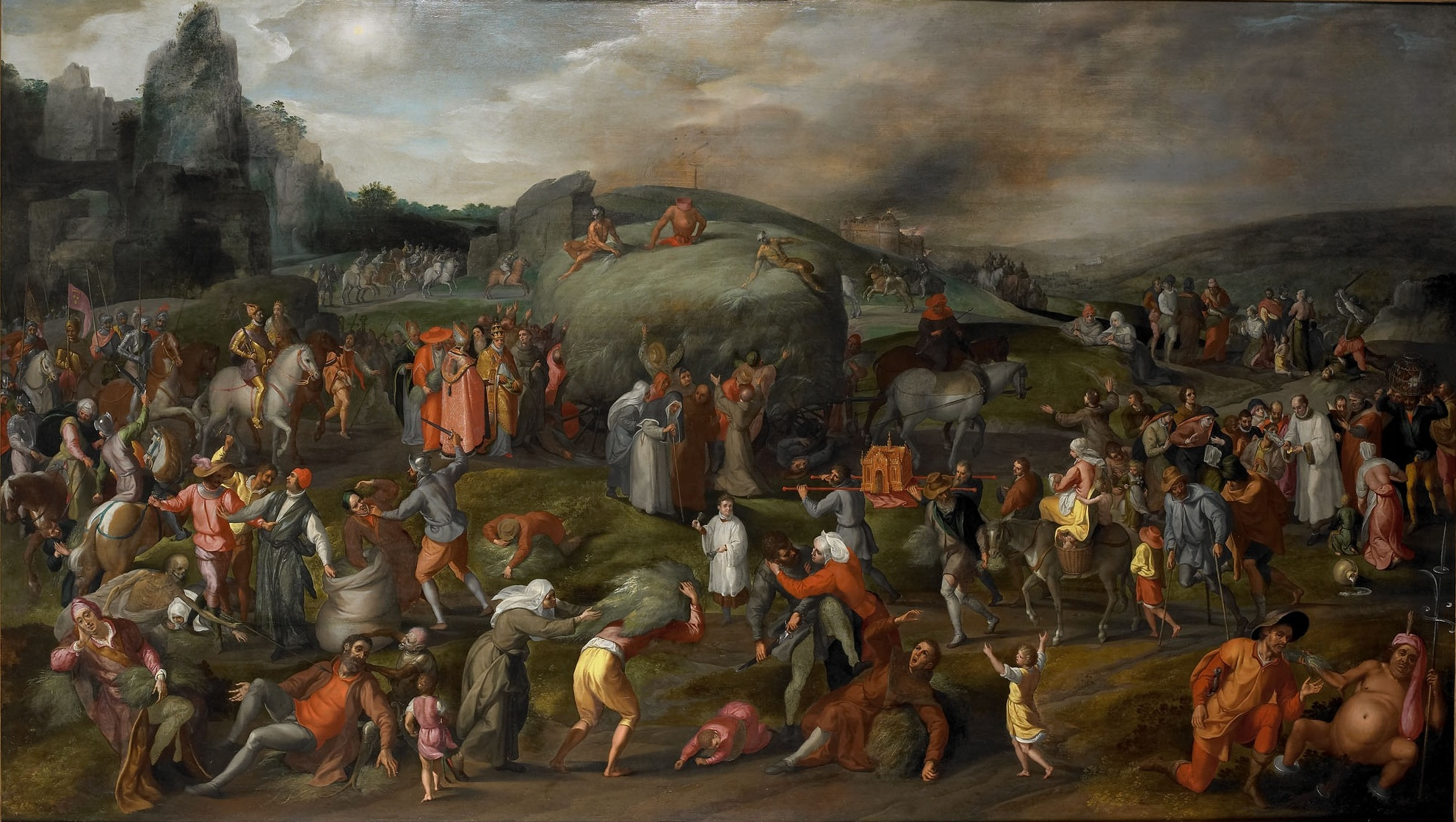
Allegorie op de wereldlijke en geestelijke misbruiken, ca. 1575 - olieverf op doek 116 × 203 cm Utrecht, Museum Catharijneconvent